# Galanthus
- Commons
- Wikispecies

Galanthus L. (vernacular, galanto) é um género botânico  pertencente à família Amaryllidaceae.

## Espécies
| - Galanthus alpinus - Galanthus angustifolius - Galanthus bortkewitschianus - Galanthus byzanteus - Galanthus caucasicus - Galanthus cilicicus - Galanthus corcyrensis - Galanthus elwesii - Galanthus fosteri - Galanthus gracilis - Galanthus graecus | - Galanthus ikariae - Galanthus imperati - Galanthus lagodechianus - Galanthus latifolius - Galanthus nivalis - Galanthus platyphyllus - Galanthus plicatus - Galanthus reginae-olgae - Galanthus rizehensis - Galanthus woronowii |

- Lista completa

## Classificação do gênero
| Sistema | Classificação                     | Referência               |
| ------- | --------------------------------- | ------------------------ |
| Linné   | Classe Hexandria, ordem Monogynia | Species plantarum (1753) |